# إدوارد هيغينز
إدوارد هيغينز (بالإنجليزية: Edward Higgins)‏ هو ضابط أمريكي، ولد في 1821 في نورفولك في الولايات المتحدة، وتوفي في 31 يناير 1875 في سان فرانسيسكو في الولايات المتحدة.